# Тайна Зелёного острова
«Та́йна Зелёного о́строва» — туркменский цветной художественный фильм 1984 года. Для детской аудитории. Большая роль в фильме отведена разнообразной природе Туркменистана.
Фильм был выдвинут на соискание Госпремии Туркменской ССР им. Махтумкули.

## Сюжет
Два друга Мура́д и Сели́м мечтают о морских путешествиях, но живут они не у моря, а рядом с большой пустыней. Построив парусник пустыни — буер, они отправляются «на всех парусах» в «плавание» по песчаному морю, которое когда-то в древние времена было дном моря настоящего. Налетевшая пыльная буря, подняв маленький буер на воздух, переносит ребят в красивый оазис — зелёный остров среди песков. Очнувшись, мальчики находят свой буер разбитым. Размышляя над своим бедственным положением, они замечают, что какой-то таинственный незнакомец помогает им, оставаясь незамеченным.
Этим «незнакомцем» оказывается местная девочка Гозе́ль. Знакомя городских жителей Селима и Мурада с разнообразным животным и растительным миром оазиса, она пытается научить их главному закону этого Зелёного острова: «Никого не трогай — и никто тебя не тронет».

## В ролях
- Бегеч Курбандурдыев — Мурад
- Мердан Довлетов — Селим (озвучила Ирина Гришина)[2]
- Джамиле Имамова — Гозель
- Хоммат Муллык — Кара Караевич
- Баба Аннанов — доктор Алан

## Съёмочная группа
- Сценарий: Лев Аркадьев, Аркадий Ковтун
- Режиссёр-постановщик: Мухамед Союнханов
- Оператор-постановщик: Эдуард Реджепов
- Художник-постановщик: Михаил Борисов
- Звукооператор: Елена Звягинцева
- Режиссёр: Аман Довлетов
- Оператор: Эдуард Реджепов
- Композитор: Мурат Атаев
- Художник по костюмам: Р. Кулиева
- Грим: Л. Караевой
- Комбинированные съёмки:
 оператор — Р. Реджепов
- Художник: М. Сапаров
- Редактор: Т. Касымова
- Ассистенты:
 режиссёра — Н. Карлиев
 оператора — К. Алиев
- Административная группа: Т. Цыганова, К. Сарыев
- Инструментальный ансамбль государственного оркестра госкино СССР.
 Дирижёр: Э. Багиров
- Работа с животными: А. Жадан, В. Абрамов, И. Юркин, Л. Горбачёв
- Директор картины: Пиркули Атаев

## Критика
Киновед Галина Агаева отметила, что несмотря на незамысловатость фабулы в фильме присутствуют неожиданные сюжетные повороты, связанные с действиями таинственной незнакомки — Гозели. Также киновед высоко оценила работу оператора и художника-постановщика, важную для отображения мира природы и создания загадочной атмосферы.